# Haywardina cuculiformis
Haywardina cuculiformis är en tvåvingeart som först beskrevs av Aczel 1952.  Haywardina cuculiformis ingår i släktet Haywardina och familjen borrflugor.
Artens utbredningsområde är Peru. Inga underarter finns listade i Catalogue of Life.